# گمینا چیسک
گمینا چیسک (به لهستانی:  Gmina Cisek) یک گمینا در لهستان است که در شهرستان کنجژن-کوژله واقع شده‌است. گمینا چیسک ۷۰٫۸۹ کیلومتر مربع مساحت و ۶٬۷۶۸ نفر جمعیت دارد.